# 航海用電子海図

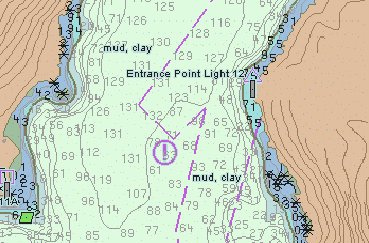
アメリカ海洋大気庁が発行した航海用電子海図

航海用電子海図（こうかいようでんしかいず 英語：Electronic navigational chart, ENC）は、各国の水路機関が作成した公式のデジタル海図データベースであり、CD-ROMやICカード媒体での刊行が行われている。
電子海図情報表示装置（ECDIS）で使用されるデジタル海図は国際水路機関（IHO）が発布したS-57の基準を満たし、更新が随時行われ電子署名が施された公式海図となる「ベクター海図」であることが条約で定められている。ベクター海図で使用される測地系は「WGS-84」で統一されており、各種情報がレイヤー状に含まれているため電子海図情報表示装置上で正確な各種情報アイコン表示が行われる。また、付加機能として、気象情報、自動衝突予防援助装置の他船動向表示、自動船舶識別装置（AIS）情報、レーダーでの周辺状況の表示、自動航行状態などの表示が可能となる。
SOLAS条約の改正により2012年から2018年にかけ段階的に国際航海に従事する総登録トン数500トン以上の旅客船、及び3,000トン以上のタンカー、貨物船にECDISの搭載が義務化された。
世界では各国の地域電子海図センター（Regional Electronic Navigational Chart Centres, RENCs）から海図代理店や再販業者に対しデジタルデータの卸売りが行われており、民間が発行したデジタル海図は紙の海図をスキャンした複製品の「ラスター海図」（Raster Navigational Chart, RNC）となり、ベクター海図が無い海域で補助的に利用されるか、発行されるまでの一時利用に用いられる。
このほかに航行用電子参考図（ERC：Electronic Reference Chart）があり、これは日本水路協会や民間企業から販売される地図データとなり、ナビコ社が販売する「C-MAP」、ナビオニクスのチャートや 昭文社が販売する「New Pec」、オープンソースコミュニティによって製作される「OpenSeaMap」などが該当し、これらはベクター海図並の正確性が担保できないことから、日本国内では非公式海図と呼ばれる。
ERCは安価であることから民生品のチャートプロッターなどで位置データ知る目的としてプレジャーボートや漁船、観光船などECDISの搭載が要求されていない小型船舶などで主に利用されているが、測地系が統一されておらず、元々スキャンされた一枚の画像データであるため、ベクター海図の様にレイヤー状に含まれた地理情報との関連付けが行われていないため情報の詳細が表示できず、正確性が担保されないことから日本国内では非公式海図と呼ばれる。また、ERCを用い国際海事機関（IMO）に認可されていない民生ナビゲーション機器を使用したナビゲーションシステムは「電子海図装置」（Electronic Chart System, ECS）と呼ばれる。